# Năng lượng Gibbs
Năng lượng tự do Gibbs (Gibbs free energy) là năng lượng vốn có của một hệ , khi cần nó được dùng để thực hiện công dưới các nhiệt độ và áp suất nhất định. Khái niệm về năng lượng tự do được ông Josiah Willard Gibbs nêu ra đầu tiên nên ký hiệu là G. Nó là năng lượng tối đa tiềm ẩn trong hệ thống. Các chất hóa học đều có chứa năng lượng tự do. Khi xảy ra phản ứng hóa học, có sự biến đổi năng lượng tự do được ký hiệu bằng ΔG.
Hàm năng lượng tự do Gibbs được tính bằng công thức: 
∆G = ∆H - T∆S
Nếu tất cả các chất phản ứng và chất sản phẩm đều ở trạng thái tiêu chuẩn thì hàm năng lượng tự do Gibbs được tính bằng công thức:                             
∆G⁰ = ∆H⁰ - T∆S⁰
Trong cân bằng hoá học pha khí:
∆G⁰ =-RT.lnKp